# Патуссон, Йоуаннес
Йоуаннес Патуссон (фар. Jóannes Patursson; 6 мая 1866, Чирчубёвур, Стреймой, Фарерские острова — 2 августа 1946, там же) — фарерский политик, писатель и поэт.

## Биография

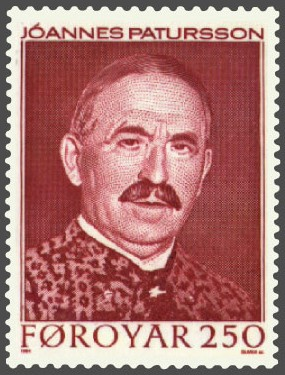
Йоуаннес Патуссон на почтовой марке Фарерских островов. 1984 г.

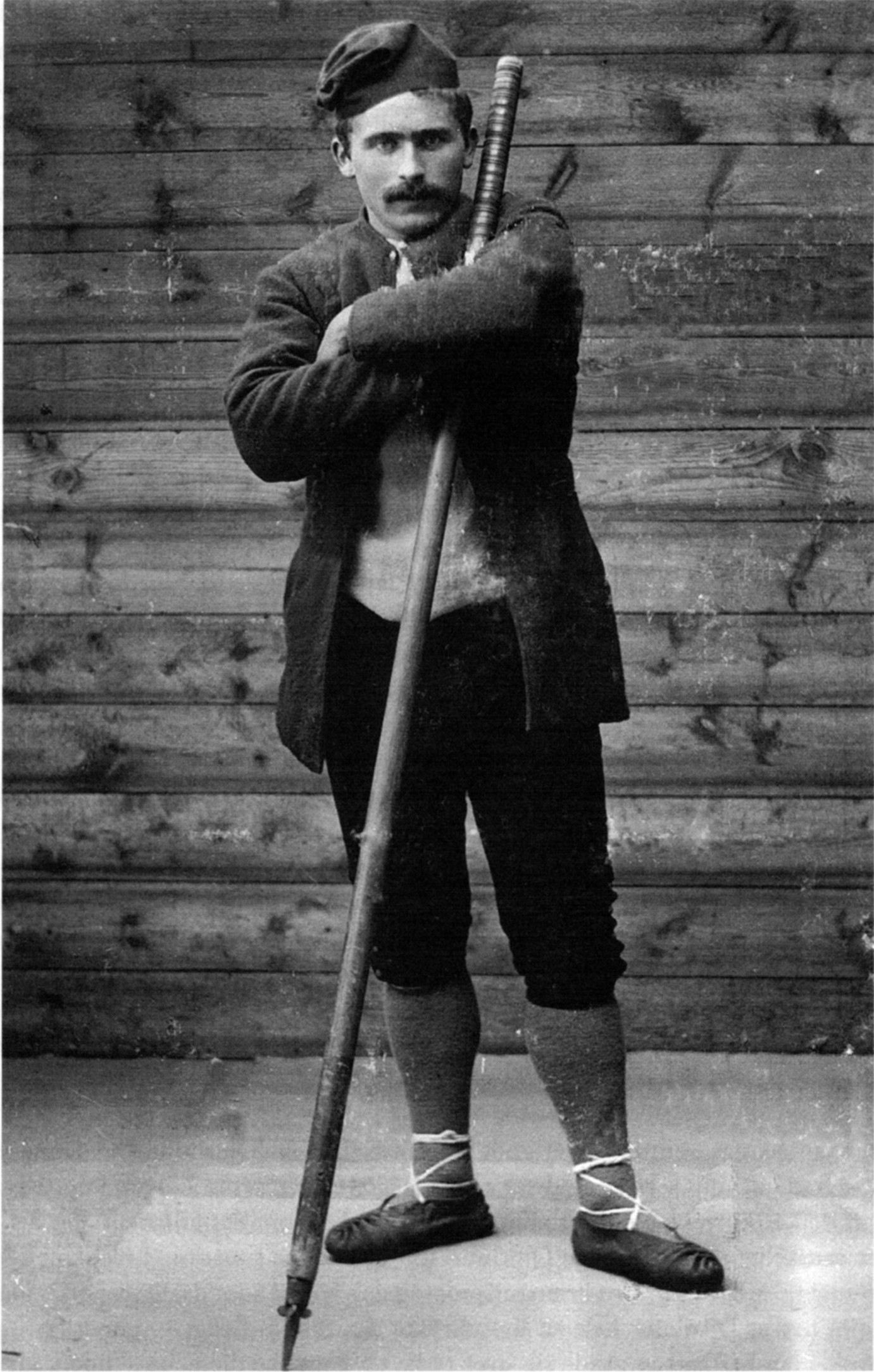
Йоуаннес Патуссон. Около 1900 г.

Сын фермера. Правнук фарерского национального героя Нёлсояра Полла. Брат общественной деятельницы, актрисы, поэтессы, писательницы, драматурга Хелены Патуссон (1864—1916) и писателя Сверри Патуссона (1871—1960).
Обучался сельскохозяйственным наукам в Норвегии, где связался с норвежским национальным движением, которое оказало влияние на его борьбу за родной фарерский язык, на который большое ассимилирующее влияние оказывал датский язык, доминирующий в столице Фарерских островов Торсхавне.
В 1888 году возникло фарерское национальное движение. Йоуаннес Патуссон был одним из главных участников кампании за независимость «The Christmas Meeting 1888». Специально для него написал боевой гимн Nú er tann stundin komin til handa («Ныне настал час»).
В 1901 году 35-летний Йоуаннес Патуссон был впервые избран в Датский Фолькетинг (1901—1906, 1918—1920 и 1928—1936). Член Лёгтинга (парламента Фарерских островов) с 1901 по 1946 год.
В 1903 году опубликовал книгу «Færøsk politik» («Фарерская политика»), в которой сформулировал пять принципов:
- Лёгтинг избирается всенародно во главе с председателем и его заместителем.
- Администратор (губернатор) островов участвует в работе сессий, но сам не имеет права голоса.
- Никакой закон Фарерских островов не вступает в силу без одобрения Лёгтинга.
- Лёгтинг имеет право предлагать законы, которые могут быть прямо одобрены председателем.
- Под руководством председателя Лёгтинг получает контроль над финансами Фарерских островов.

В то время такие тезисы были революционными, а сегодня они являются основой фарерской политики.
Йоуаннес Патуссон был политиком националистического толка. В 1906 году он основал партию «Новое самоуправление» Фарерских островов (Sjálvstýrisflokkurin), выступавшую за постепенное расширение прав Фарерских островов вплоть до достижения фактически независимого от Дании положения, но без провозглашения формальной независимости. В первые десятилетия своего существования она была одной из крупнейших партий страны.
В 1939 году был соучредителем Партии союза, став заместителем председателя партии.
Сын — Эрлендур Патуссон, политик и писатель.

## Избранная библиография
- Færøsk politik. Nogle uddrag og betragtninger (1903).
- Kvæðabók, 5 vol (1922—1945).
- Føroysk kvæði : Um brøgd norðmanna ættarinnar úti og heima (1925).[1]
- Færøsk selvstyre. Færingerne, et nordisk mindretal et norønt folk. (1931).
- Yrkingar, поэма (1932).
- Við ókunnugum fólki til Kirkjubøar (1933).
- Heilsan í forðum og nú (1936).
- Tættir úr Kirkjubøar søgu, endurminningar (1966).